# هیره خرمن
هیره خرمن (نام علمی: Neotrombicula autumnalis) نام یک گونه از خانواده جرب خرمن است.